# Heterocerus parallelus
Heterocerus parallelus is een keversoort uit de familie oevergraafkevers (Heteroceridae). De wetenschappelijke naam van de soort is voor het eerst geldig gepubliceerd in 1830 door Gebler.